# Phytoliriomyza perpusilla
Phytoliriomyza perpusilla este o specie de muște din genul Phytoliriomyza, familia Agromyzidae, descrisă de Johann Wilhelm Meigen în anul 1830. Conform Catalogue of Life specia Phytoliriomyza perpusilla nu are subspecii cunoscute.